# Robert Murray
Robert Edward Murray  (Martins Ferry, Ohio, 13 de enero de 1940 - St. Clairsville, Ohio, 25 de octubre de 2020) fue un ingeniero de minas y empresario estadounidense. Fundó y fue director ejecutivo de Murray Energy, una corporación minera con sede en St. Clairsville, hasta que se declaró en quiebra. Murray fue ampliamente criticado por su negación del cambio climático, sus acciones luego del colapso de la mina Crandall Canyon y su apoyo constante al Partido Republicano.

## Primeros años
Murray afirmó haber mentido sobre su edad para poder trabajar en una mina de carbón a los dieciséis años y mantener a su familia. Alegó que experimentó múltiples accidentes mineros, incluida una lesión en la cabeza que involucró una viga grande. Murray declaró tener una cicatriz que va desde la cabeza hasta la espalda debido a otro accidente y que en un momento estuvo atrapado en una mina oscura durante 12 horas antes de ser rescatado.
Fue el mejor alumno de la clase de Bethesda High School de 1957. Recibió una licenciatura en ingeniería en minería de la Universidad Estatal de Ohio. A partir de entonces, asistió a un programa de gestión de seis semanas en Harvard Business School.

## Carrera
Murray comenzó su carrera minera en North American Coal Corporation (NACC). Se desempeñó en una variedad de cargos en NACC, ganando la elección como vicepresidente de operaciones en 1969. De 1974 a 1983, Murray fue presidente de la División Oeste de NACC y presidió cuatro de sus subsidiarias en Dakota del Norte. En 1974, se produjo una huelga en la mina Indian Head en Zap, que North American intentaba cerrar. En 1983, se convirtió en presidente y director ejecutivo del NACC.
Fue miembro de las juntas directivas de la Asociación Nacional de Minería, la Fundación Americana del Carbón, el Consejo Nacional del Carbón, la Asociación del Carbón de Ohio y la Asociación del Carbón de Pensilvania. Fue fideicomisario y expresidente del Instituto Americano de Ingenieros de Minería, Metalúrgica y Petróleo, Inc., y de la Sociedad de Minería, Metalurgia y Exploración, Inc., así como expresidente del Instituto de Minería de Carbón de las Montañas Rocosas.

### Murray Energy
Fundó Murray Energy en 1988 cuando compró la mina Powhatan No. 6 de Ohio Valley Coal Company. Murray se centró en el carbón bituminoso de alta temperatura que pensó que tendría una gran demanda para la generación de energía. Posteriormente, la empresa pasó a utilizar carbón metalúrgico que podría utilizarse para producir coque para la producción de acero. Él afirmó sentirse inspirado para abrir la mina cuando una ardilla le dijo: "Bob Murray, deberías estar operando tus propias minas".
Murray declaró a la Casa Blanca en una carta fechada el 4 de agosto de 2017 que sin una orden de emergencia para reiniciar las plantas generadoras de electricidad a carbón, su empresa y un cliente importante, el operador de centrales eléctricas FirstEnergy Solutions, se declararían en quiebra.
Murray Energy Holdings, Co. se declaró en bancarrota en el Tribunal de Distrito de los Estados Unidos para el Distrito Sur de Ohio el 29 de octubre de 2019. Murray fue reemplazado como CEO el mismo día, aunque siguió siendo presidente del directorio de la nueva entidad, Murray NewCo, mientras que su sobrino Robert D. Moore será presidente y CEO. Los empleados expresaron preocupación por perder sus pensiones y / o beneficios médicos. Murray es el último contribuyente importante de carbón al plan de pensiones de United Mine Workers of America.

## Actividad política
De 2005 a 2007, Murray Energy PAC donó más de $150,000 a candidatos republicanos, incluidas donaciones por un total de $ 30,000 a candidatos al Senado como George Allen, Sam Brownback y Katherine Harris. Las donaciones a los republicanos superaron el millón de dólares entre 2005 y 2018. El Ohio Valley Coal PAC, otro grupo afiliado a Murray Energy, donó $ 10,000 para la campaña presidencial 2000 de George W. Bush.
A raíz del desastre de la mina Sago de 2006, los legisladores de Virginia Occidental y Ohio propusieron una legislación que exigía que los trabajadores mineros usarán dispositivos de rastreo de emergencia. Murray presionó contra las leyes, calificándolas de "extremadamente equivocadas". Dijo que los políticos se apresuraron a aprobar leyes y por lo tanto "jugar a la política con la seguridad de mis empleados". Murray dijo que en lugar de crear leyes estatales "instintivas" después del desastre, como en el caso de Virginia Occidental, que aprobó la ley en menos de un día después de su propuesta, el gobierno federal debería albergar un panel que estudiaría la industria y hacer recomendaciones sobre medidas de seguridad.
Murray afirmó que el gobierno federal debería participar para lograr normas uniformes y porque la tensión entre sindicatos y empresas creaba dificultades para llegar a un acuerdo privado sobre normas de seguridad. Murray sostuvo que los dispositivos de rastreo personal que deben ser obligatorios en las leyes estatales, llamados PED, no funcionaban bajo ciertas condiciones mineras comunes (como por debajo de 600 pies (182,9 m) en profundidad), y era necesario desarrollar mejores dispositivos para proteger eficazmente a los mineros en caso de accidente. Dijo: "La voluntad está ahí. Desafortunadamente, la tecnología no lo es"
Murray ha declarado que apoyó los mandatos federales para las pruebas de drogas y la prevención de incendios.
El 14 de agosto de 2012, Murray recibió a Mitt Romney en la mina de carbón Century de Murray Energy en Beallsville. Varios mineros se pusieron en contacto con un locutor de radio matutino cercano, David Blomquist, para quejarse de que se vieron obligados a asistir al mitin sin paga. El director de operaciones de Murray, Robert Moore, dijo: "La asistencia era obligatoria, pero nadie estaba obligado a asistir al evento". Murray cerró la mina el día de la manifestación y suspendió el pago a los trabajadores, argumentando que la manifestación era importante para la industria del carbón y que asistir era en el "mejor interés" de los trabajadores. Murray y su corporación fueron un importante donante para Romney y otros republicanos, y los empleados informan de frecuentes casos de presión política por parte de la gerencia.
En octubre de 2012, el grupo sin fines de lucro Citizens for Responsibility and Ethics en Washington presentó una queja ante la Comisión Federal de Elecciones contra Murray y su compañía alegando violaciones de la ley federal de campañas en la que los empleados de Murray Energy debían dar el uno por ciento de su salario al comité de acción política de la empresa.
El 9 de noviembre de 2012, tres días después de las elecciones presidenciales, Murray despidió a 156 trabajadores, citando una supuesta "guerra contra el carbón" de la administración Obama como la razón de su decisión.
Durante las elecciones presidenciales estadounidenses de 2016, Murray Energy donó más de $300,000 para la toma de posesión del candidato Donald Trump. Un memorando de Robert Murray detallaba una lista de 16 acciones energéticas que él deseaba, incluyendo la concesión de subsidios a plantas nucleares y de carbón, la reducción de las regulaciones de seguridad minera y la reducción de la supervisión ambiental. El memo fue entregado al vicepresidente Mike Pence, un memo similar fue entregado al jefe del Departamento de Energía, Rick Perry, y Murray dijo que le entregó el memo a Donald Trump.
Murray continuó presionando activamente sobre asuntos energéticos tanto a nivel estatal como nacional.

## Demandas

### Periodistas y prensa
Murray ha presentado más de una docena de demandas por difamación contra periodistas y periódicos, ninguna de las cuales llegó a juicio a su favor. Como ejemplo de las repetidas demandas contra periodistas, Robert Murray y Murray Energy presentaron una demanda el 27 de agosto de 2012 contra el periodista medioambiental Ken Ward Jr. y The Charleston Gazette.

### Last Week Tonight
En junio de 2017, Murray Energy emitió una carta de cese y desistimiento al programa de televisión Last Week Tonight luego del intento del programa de obtener comentarios sobre la industria del carbón. El programa continuó con el episodio (18 de junio), en el que el presentador John Oliver discutió el colapso de la mina Crandall Canyon y expresó la opinión de que Murray no hizo lo suficiente para proteger la seguridad de sus mineros. Tres días después, Murray y sus compañías entablaron una demanda contra Oliver, los guionistas del programa, HBO y Time Warner. La demanda alega que, en el programa Last Week Tonight, Oliver "incitó a los espectadores a hacer daño al Sr. Murray y sus empresas". La ACLU presentó un amicus brief en apoyo de HBO en el caso; el escrito ha sido descrito como "hilarante" y el "escrito legal más sarcástico de todos los tiempos". El escrito también incluía una comparación de Murray con el personaje ficticio Dr. Evil que se usó en el programa de Oliver, con la explicación de que "debe recordarse que la verdad es una defensa absoluta ante una acusación de difamación".
El 11 de agosto de 2017, un juez de un tribunal de distrito federal dictaminó que las demandas de Murray Energy contra The New York Times y HBO podrían proceder en un tribunal estatal inferior. La demanda contra HBO fue desestimada con prejuicio el 21 de febrero de 2018.
En noviembre de 2019, John Oliver discutió las implicaciones de la demanda en su programa después de que Murray la retiró. Oliver señaló que Murray pudo correr poco riesgo para sí mismo al presentar su demanda en Virginia Occidental, una jurisdicción en la que ni Oliver ni Murray vivían y que no tenía ninguna legislación anti-SLAPP. HBO se vio obligada a cubrir $200,000 en honorarios legales, que los medios de comunicación más pequeños no podrían absorber, desalentando la cobertura negativa de Murray. La reputación de Murray de litigio puede haber disuadido a otros medios de cubrirlo, incluidos los cargos de acoso sexual en su contra.

### Acoso laboral
En 2019, se presentaron dos demandas contra Murray por acoso sexual y mala conducta contra sus empleados. En una de las afirmaciones corroboradas, Murray le pidió a una asistente que buscará el cálculo renal que pasó. Murray negó las acusaciones.

## Calentamiento global
En junio de 2007, Murray dijo al Comité de Medio Ambiente y Obras Públicas del Senado de los Estados Unidos que "la ciencia del calentamiento global es sospechosa". También escribió en un editorial de MarketWatch en mayo de 2007: "El riesgo ambiental real asociado con las emisiones de carbono es altamente especulativo".
En un discurso de ese mismo año ante la Asociación de Comercio de Carbón de Nueva York, Murray llamó a Al Gore el "chamán de la pesimismo y la fatalidad global" y agregó: "es más peligroso que su calentamiento global".

Murray fue un oponente particular de la legislación propuesta sobre el calentamiento global en el Congreso, diciendo:
"Producimos un producto que es esencial para el nivel de vida de todos los estadounidenses, porque nuestro carbón produce el 52% de la energía en Estados Unidos hoy, y es la energía de menor costo, con un costo de un tercio a un cuarto del costo de la energía de gas natural, nuclear y recursos energéticos renovables. Y sin carbón para fabricar electricidad, nuestros productos no competirán en el mercado global contra países extranjeros, porque nuestros fabricantes dependen del carbón, la electricidad de bajo costo y las personas con ingresos fijos no podrán pagar sus facturas de electricidad. Cada uno de esos proyectos de ley sobre el calentamiento global que se han presentado hoy al congreso elimina la industria del carbón y aumentará sus tarifas eléctricas de cuatro a cinco veces.
Tras las elecciones presidenciales de noviembre de 2016, Murray presionó para que Donald Trump retirara a Estados Unidos de todos los acuerdos internacionales sobre el cambio climático y declaró: "el llamado calentamiento global es un engaño total". Estas afirmaciones se hicieron a pesar del acuerdo casi universal en la comunidad científica de que el cambio climático es un fenómeno real, progresivo y principalmente causado por el hombre.

## Vida personal
Murray residía en Moreland Hills, Ohio con su esposa, Brenda Lou Moore con quien tuvo tres hijos.
Murray ha declarado que sufría de fibrosis pulmonar idiopática. En septiembre de 2020, presentó una solicitud de beneficios de pulmón negro ante el Departamento de Trabajo de EE. UU. Mientras dirigía compañías mineras de carbón, Murray disputó las reclamaciones presentadas por los mineros por beneficios de pulmón negro y fue un defensor de las regulaciones federales destinadas a reducir el pulmón negro. Murray falleció el 25 de octubre de 2020 a la edad de ochenta años.

### Filantropía
En 2009, Murray Energy donó $20,000 para apoyar el desarrollo de una instalación de capacitación minera de última generación en la Universidad de West Virginia y $ 10,000 para apoyar la construcción de una instalación similar en Southeastern Illinois College. Murray también hizo una donación personal de $1 millón al Fondo Fiduciario de Investigación de la Universidad de West Virginia, la donación individual más grande en la historia del fondo, y la universidad estableció la Cátedra Robert E. Murray de Ingeniería de Minas en su honor.
En 2018, Murray donó más de $1.2 millones a un proyecto para construir un nuevo edificio en East Richland Christian School. El centro de 28,000 pies cuadrados está planeado para albergar un gimnasio, cocina y aulas para uso de la escuela, la iglesia local y la comunidad en general.
Murray fue un voluntario activo del Consejo de Boy Scouts of America del Valle del Río Ohio.